# Stadtbahn Regensburg
Die Stadtbahn Regensburg war ein Projekt zur Wiedereinführung eines schienengebundenen Öffentlichen Personennahverkehrs auf Regensburger Straßen und daneben,
nachdem in der Altstadt von Regensburg bereits von 1903 bis 1964 die Straßenbahn Regensburg verkehrte, die dann durch einen Stadtbus-Betrieb abgelöst wurde.
Im Juni 2024 wurde in einem Bürgerentscheid gegen die Fortsetzung der Planungen gestimmt.

## Geschichte

### Frühere Planungen
Bereits 1967 soll nicht öffentlich in der Stadtverwaltung über eine Wiedereinführung von Straßenbahnen nachgedacht worden sein, als sich damals die Regensburger Verkehrsbetriebe an den neuen schaffnerlosen Straßenbahnlinien in Freiburg interessiert zeigten.
In den 1970er Jahren wurde dann immer wieder über die Wiedereinführung von Straßenbahnlinien diskutiert. Eine 1993 vom Verkehrsclub Deutschland (VCD) veröffentlichte Studie legte die Einführung einer Stadtbahn nahe. Auch eine 1994 in Auftrag gegebene Studie empfahl der Stadtverwaltung von Regensburg die Einführung einer Stadtbahn, allerdings damals wieder meterspurig.
Eine Regio-Stadtbahn erwog die Verkehrsuntersuchung Großraum Regensburg durch TransVer im Jahr 2005. Sie fand heraus, abgesehen von der Landshuter Straße verteile sich das Verkehrsaufkommen im Süden der Stadt eher flächig und nicht konzentriert zwischen Klinikum und Hauptbahnhof. Hier sei ein weiterer Ausbau des Busangebots vorteilhafter.
Eine Konzeptstudie aus dem Jahr 2006 bescheinigte einem Stadtbahnnetz aus drei Linien einen deutlich zu niedrigen Nutzen. Allerdings wurde die Studie seitens des VCD stark kritisiert. Hauptkritikpunkt war, dass das Gutachten nur ein Netz mit drei Linien vertieft untersuchte. Hier schlug der VCD vor, zunächst die am stärksten förderfähige Nord-Süd-Linie einzeln zu prüfen, weil dann eine Förderfähigkeit gegeben wäre. Auch wenn bislang keine konkreten Pläne existieren, so werden bei Baumaßnahmen schon die möglichen Trassenführungen berücksichtigt, wie beispielsweise beim Neubau der Nibelungenbrücke oder auch beim absichtlichen Erhalt der ehemaligen Gütergleise in Schwabelweis.
Seit Ende November 2006 wurde ein Vorschlag einer ersten Ausbaustufe, die sogenannte Mini-Stadtbahn, von verschiedenen Seiten unterstützt. Dabei handelt es sich um eine Nord-Süd-Strecke, die von Wutzlhofen im Norden über Konradsiedlung, Nordgaustraße, Donau-Einkaufszentrum, Donaumarkt, Hauptbahnhof/Albertstraße, Friedenstraße und Universität zum Universitätsklinikum führen soll. Eine Verlängerung wäre möglich.
Auch im Zwischenbericht zu einer erneuten Untersuchung, der im September 2008 dem Regensburger Stadtrat vorgelegt wurde, wird die Nord-Süd-Achse priorisiert. Regensburg sei allerdings laut dem Bericht bereits heute eine „sehr gute Busstadt“, der Systemwechsel zu einer Stadtbahn wäre nur langfristig anzustreben. Als Zwischenstufe wurde ein so genanntes „BRT“-System vorgeschlagen mit starkem Busvorrang mittels Ampeln, vom MIV getrennten Busspuren, weniger Umsteigebedarf auch für Pendler und – falls nötig – Doppelgelenkbussen.  Diese Übergangslösung wurde in der laufenden Untersuchung jedoch noch nicht auf ihre Wirtschaftlichkeit geprüft; dies soll Gegenstand weiterer Prüfungen sein.

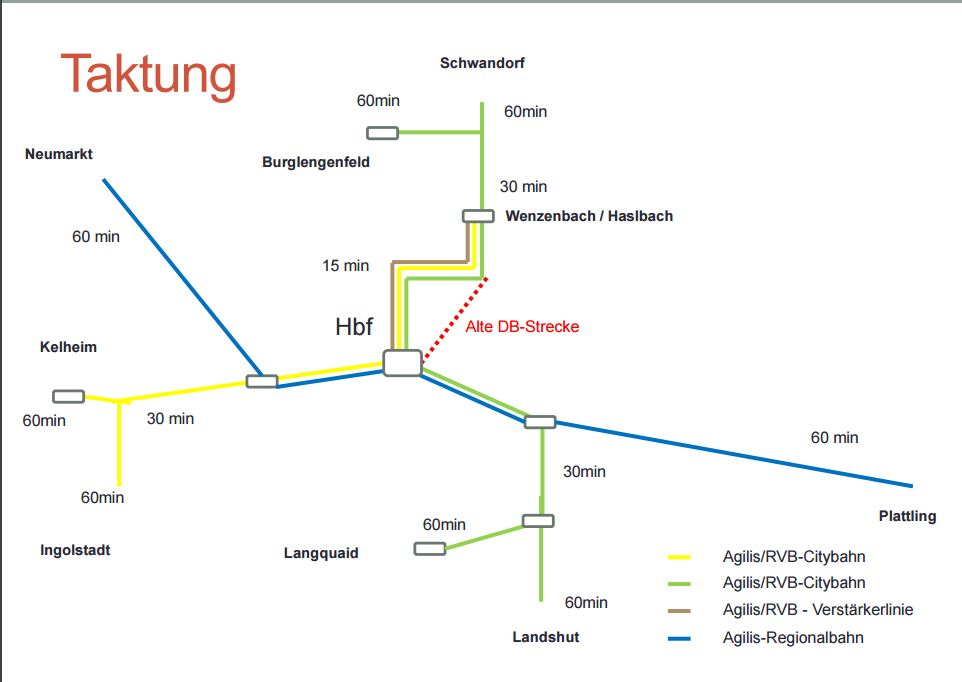
Citybahn Regensburg nach Wittek-Brix

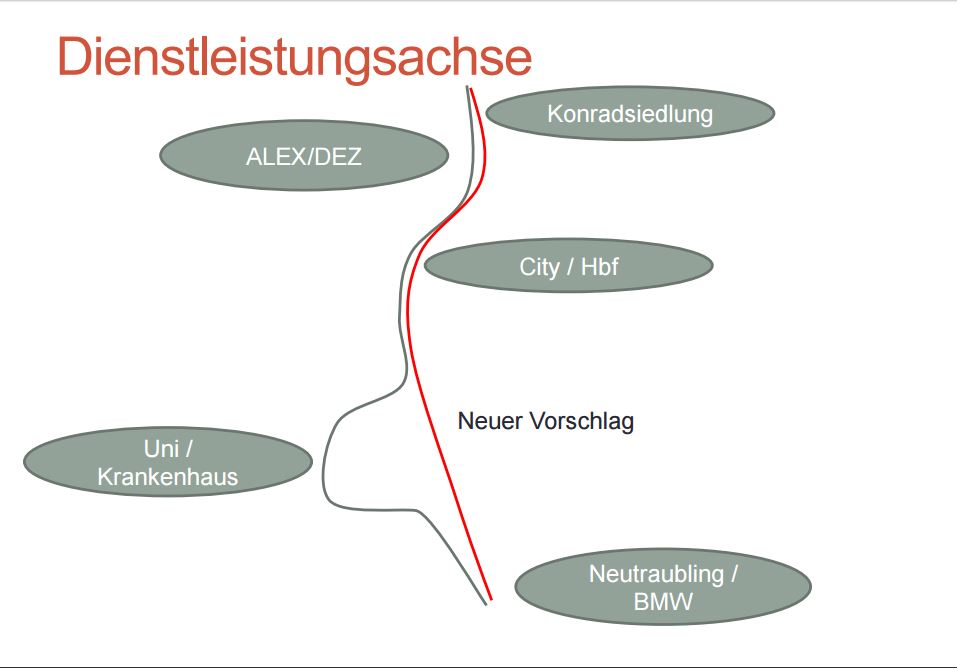
Dienstleistungsachse nach Wittek-Brix

Der Heidelberger Verkehrsplaner Robert Wittek-Brix sprach sich für eine Führung bestehender Regionalzuglinien durch die Innenstadt anstatt nur zum Hauptbahnhof vor. Hierzu wäre eine sechs Kilometer lange Straßenbahnstrecke vom Regensburger Nordosten bis zum Hauptbahnhof nötig. Auf den Linien würden Dieselhybrid- oder Akkuhybridfahrzeuge mit Oberleitung zum Einsatz kommen. Statt der circa 300 Millionen Euro für eine Stadtbahn wären dafür 60 Millionen Euro zu veranschlagen. Außer Universität und Krankenhaus wären die wesentlichen Punkte der „Dienstleistungsachse“ angebunden. Ähnliche Umsetzungen gibt es mit dem Zwickauer, Chemnitzer und Nordhäuser Modell.

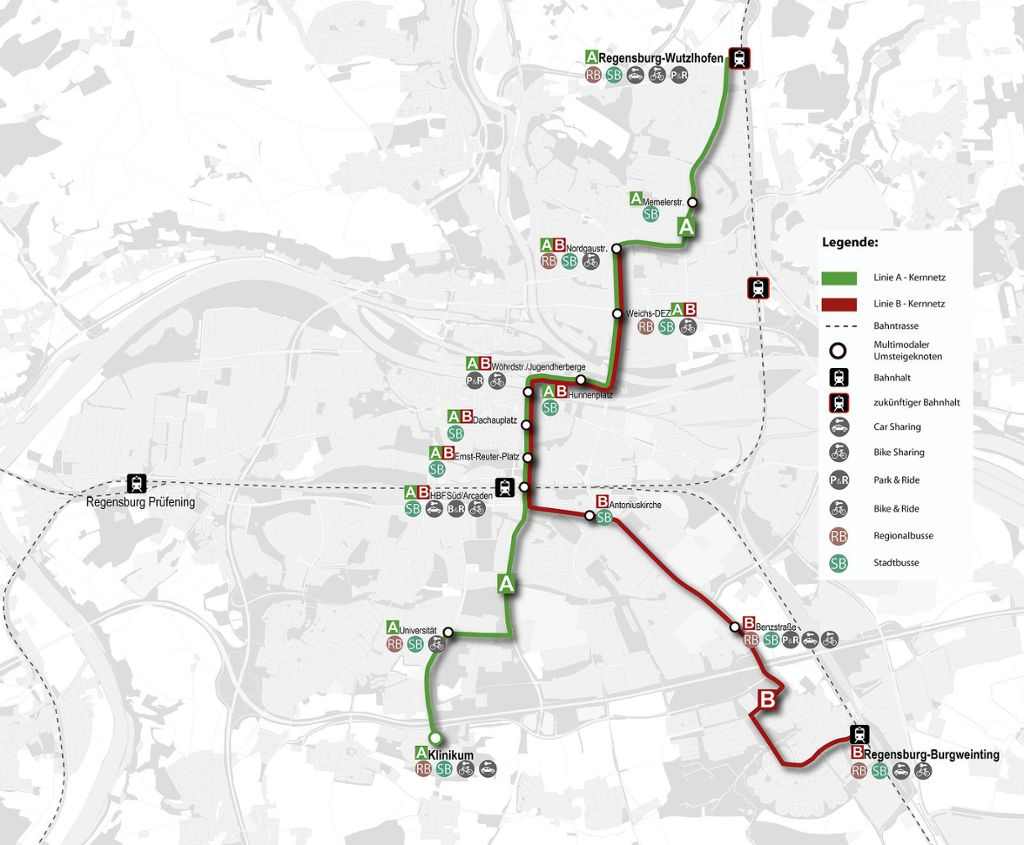
Liniennetzplan von Komobile (frühere Planung)

Das österreichische Planungsbüro Komobile, das auch die Straßenbahn Gmunden ins Umland erweiterte und von Regensburg zur Prüfung eines höherwertigen ÖPNV beauftragt wurde, sprach sich in einer ersten Stellungnahme gegen ein „Tram-Train“-Modell aus. Zusätzliche Verkehre seien auf den nicht elektrifizierten Strecken nicht darstellbar.
Der Regensburger Architekturprofessor Walter Weber gründete 2016 mit insgesamt 19 Mitgliedern ein neues „Bündnis für einen hochwertigen ÖPNV im Raum Regensburg“. Die Interessengemeinschaft fordert einen Paradigmenwechsel in der Verkehrspolitik, nämlich „Eine leistungsfähige, umweltfreundliche Stadtbahn mit weitgehend eigener Trasse“.

### Neue Planung ab 2017
Im Oktober 2017 wurde seitens Komobile ein Zwischengutachten veröffentlicht, welches die Stadtbahn in Regensburg empfiehlt und für förderfähig beurteilt. Die Errichtung der Stadtbahn würde nun 246 Millionen kosten, wovon Regensburg einen Anteil von 19 % zu tragen hätte. Die SPD Regensburgs wollte die Stadtbahn bis 2030 verwirklichen.
Am 19. Juni 2018 beschloss der Planungsausschuss des Regensburger Stadtrates einstimmig die Planung einer neuen Stadtbahn in Regensburg zum schnellstmöglichen Zeitpunkt. Am 29. Juni 2018 wurde der Beschluss des Planungsausschusses vom Stadtrat bei einer Gegenstimme bestätigt.
Am 5. November 2018 wurde Bürgermeister Jürgen Huber, der einst die Stadtbahnprüfung in den Koalitionsvertrag verhandelte, von DBV-Präsident Gerhard J. Curth im Berliner Abgeordnetenhaus mit dem Preis des Deutschen Bahnkundenverbandes für sein außerordentliches Engagement für eine neue Regensburger Stadtbahn ausgezeichnet.
Im Dezember 2022 wurde die geplante Stadtbahn in Regensburg vom bayerischen Verkehrsministerium mit den Worten erwähnt

„Die Angebote im Schienenverkehr sind weiter auszubauen. […] Wird die Planung weiterer Straßenbahnnetze, wie in Regensburg und Neu-Ulm, konsequent fortzuführt, können diese Projekte nach Betriebsaufnahme die Kapazitäten noch weiter erhöhen.“

Der frühere Geschäftsführer des Regensburger Verkehrsverbundes Rainer Kuschel kritisierte die Behauptung, das Bussystem sei nicht erweiterbar, als „schlicht falsch“. Häufigere Fahrten, höheres Reisetempo, eigene Busspuren, größere Busse, neue Linien seien mögliche Ansätze. Für eine Optimierung und Anpassung des Liniennetzes seien detaillierte Informationen über Pendlerströme und -wünsche notwendig.

#### Vorplanungsergebnisse und Bürgerentscheid
Mitte März 2024 wurden die Vorplanungsergebnisse für die Stadtbahn dem Stadtrat vorgestellt. Für die darin favorisierten Variante wurden ein Nutzen-Kosten-Verhältnis von 1,54 und Kosten von etwa 880 Millionen Euro (Preisstand 2023; Preisstand 2030: etwa 1,21 Milliarden Euro) ermittelt. Bei einer Gesamtförderquote von rund 62 % bleibe demnach ein Eigenanteil der Stadt von etwa 334 Millionen Euro (Preisstand 2023; Preisstand 2030: etwa 464 Millionen Euro). Der Stadtrat beschloss auf Druck aus Teilen der CSU Regensburg, zusammen mit der Europawahl am 9. Juni 2024 einen Bürgerentscheid „Stadtbahn“ über die Weiterführung der Planungen abzuhalten. Die kurze Frist bis zum Abstimmungstermin wurde von mehreren Parteien und Organisationen kritisiert, da die Bürger nicht die Möglichkeit hätten, sich ausreichend zu informieren. Alle anderen Parteien außer der CSU und der AfD kritisierten den Bürgerentscheid, da die Planungen zunächst abgeschlossen sein sollten, viele Details seien nicht fertig geplant und errechnet.
Im April 2024, wenige Wochen vor dem Bürgerentscheid, veröffentlichte die Stadt eine neue Kostenberechnung. Demnach würden sowohl mit als auch ohne Stadtbahn in 30 Jahren ca. 1,5 Milliarden Euro zusätzliche Kosten entstehen, allerdings ohne Stadtbahn mit einem wesentlich geringeren Nutzen. Da hier nur die jeweilig zu leistenden Eigenanteile einbezogen seien, dürfte zudem das Defizit durch die im „Ohne“-Fall nicht zu erhaltenden Zuschüsse von ca. 600 Millionen Euro noch größer ausfallen. Die BI Gleisfrei hinterfragte die Kostenrechnung der Stadt für das Bussystem, da diese innerhalb von nur zwei Monaten aufgestellt worden sei, während die Kostenrechnung für die Stadtbahn mehrere Jahre benötigt habe. In den kaum länger als zwei Wochen vor dem Bürgerentscheid ergänzten Zahlen sah der Vorsitzende der größten Fraktion im Stadtrat Michael Lehner keinen ernstzunehmenden Sachbeitrag.
Die zur Abstimmung stehende Fragestellung lautete:

„Sind Sie dafür, dass die Stadt Regensburg die Planungen für eine Stadtbahn fortsetzt?“

In der amtlichen Abstimmungsbenachrichtigung dazu wurde unter anderem der folgende Vergleich von Szenarien mit und ohne Stadtbahn herangezogen:

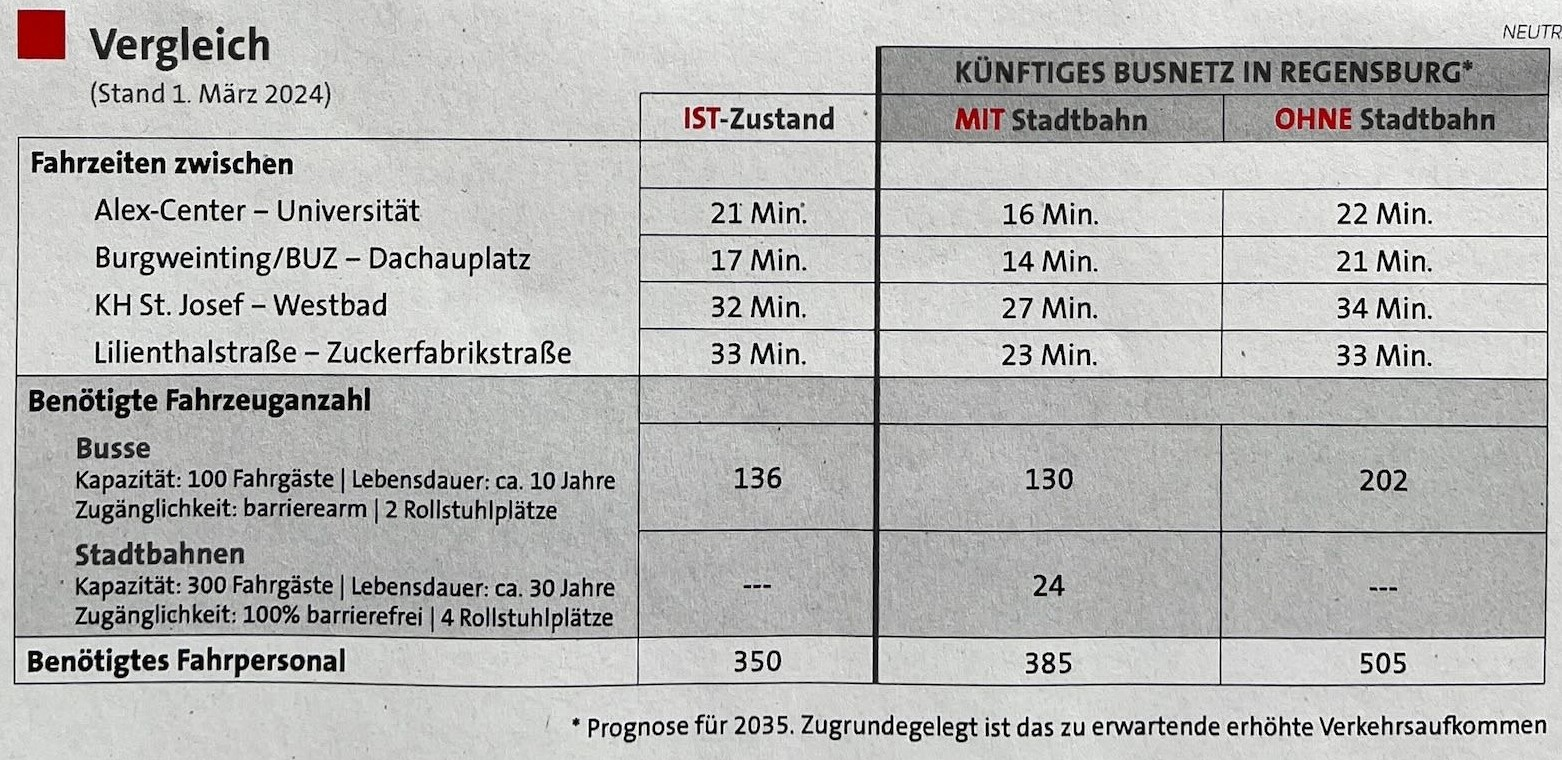

Beim Bürgerentscheid am 9. Juni 2024 stimmten schließlich 53,7 % mit „Nein“ und 46,3 % mit „Ja“ zur Fortsetzung der Planungen (55,9 % Wahlbeteiligung). Die Oberbürgermeisterin Regensburgs Gertrud Maltz-Schwarzfischer (SPD) zeigte sich überzeugt, dass eine „historische Chance“ verpasst worden sei.

#### Öffentliche Positionierungen
Für die Wiedereinführung der Stadtbahn sprachen sich Teile der CSU aus, die Grünen, Teile der Partei „Brücke“, SPD, ÖDP, FDP, Linke und BSW. Zudem befürworteten das Projekt ADFC, Bund Naturschutz in Bayern, Fridays for Future Regensburg, Teile der Omas for Future Regensburg, FUSS, ProBahn, VCD, IG Hist. Straßenbahn Regensburg, Mobilität in Regensburg mit Stadtbahn, Universität Regensburg, die Studierendenvertretung der Universität, Katholische Erwachsenenbildung, Evangelisches Bildungswerk, Architekturkreis Regensburg, Forum Regensburg, Stadtmarketing Regensburg, Bündnis für eine Stadtbahn (ehem. Bündnis für höherwertigen ÖPNV), Faszination Altstadt, SSV Jahn Regensburg, Initiative Burgweinting nachhaltig, Landesbund für Vogel- und Naturschutz in Bayern, Bündnis für Atomausstieg und Erneuerbare Energien Regensburg, Gewerkschaft Erziehung und Wissenschaft, Universitätsklinikum Regensburg, Altstadtfreunde Regensburg, Bund Deutscher Baumeister Regensburg, Arbeitskreis Kultur Regensburger Bürger und des Historischen Vereins für Oberpfalz und Regensburg.
Gegen die Stadtbahn sprachen sich Teile der CSU und „Brücke“ aus, AfD, CSB, Freie Wähler sowie Gleisfrei Regensburg, Teile der Omas for Future Regensburg und die IHK Regensburg.

#### Argumente Pro und Contra
Aus Gründen der Lesbarkeit werden im Folgenden die jeweiligen Argumente im Indikativ und nicht in indirekter Rede wiedergegeben. Zusätzlich wird darauf verzichtet, einzuordnen inwieweit von den jeweiligen Seiten gemachte implizite oder explizite Tatsachenbehauptungen der Realität entsprechen.
Die Initiative Mobilität in Regensburg formulierte folgende Pro-Argumente:
- Die Stadtbahn erhöht die Leistungsfähigkeit des gesamten ÖPNV
- Die Stadtbahn reduziert den Busfahrermangel, da die Kapazität einer Bahn dem Dreifachen eines Busses entspricht
- Die Stadtbahn spart langfristig CO2 ein
- Die Stadtbahn ist leiser als der übrige Verkehr
- Die Stadtbahn ist im Betrieb günstiger
- Für den Bau gibt es einen finanziellen Zuschuss von ca. 63 % von Bund und Land
- Rasengleise verbessern das Stadtklima, erzeugen ein grünes Erscheinungsbild und sind Lebensraum für Insekten
- Eine Stadtbahn erhöht die Fahrgeschwindigkeit im ÖV
- Die Stadtbahn hat mehr Barrierefreiheit als Busse
- Beim Stadtbahnbau werden viele Straßenzüge saniert
- Die Stadtbahn ist ins Umland erweiterbar, eine Weiterführung auf DB-Gleisen ist möglich
- Durch die Stadtbahn ist an den Außenästen eine bessere Feinverteilung mit Bussen möglich.[44]

Im Vorfeld des Bürgerentscheids zur Stadtbahn formulierte Gleisfrei Regensburg folgende Contra-Argumente:
- Für den Bau der Stadtbahn müssen Bäume gefällt werden
- Der Stadtbahnbau ist zu teuer
- Die Finanzierung und Finanzierbarkeit ist ungeklärt
- Der Stadtbahnbau dauert zu lang und belastet dadurch Bürger und Wirtschaft
- Im Vergleich zu E-Bussen ist die Stadtbahn lauter und quietscht in Kurven
- Gleise erhöhen Unfallrisiken und der Bremsweg einer Stadtbahn ist lang
- Die Stadtbahn ist zu unflexibel, kann Hindernissen nicht ausweichen und keine Strecken an Bedarfsänderungen anpassen
- Beim Bau der Stadtbahn entsteht viel CO2
- Die Stadtbahn mehrt den ÖPNV-Anteil am Verkehrsmix nur um 2 %
- Einige Fahrgäste müssten durch eine Stadtbahn zukünftig umsteigen
- Die für die Stadtbahn den anderen Verkehrsteilnehmern entzogene Verkehrsspur verursacht mehr Stau.[45]

## Linien

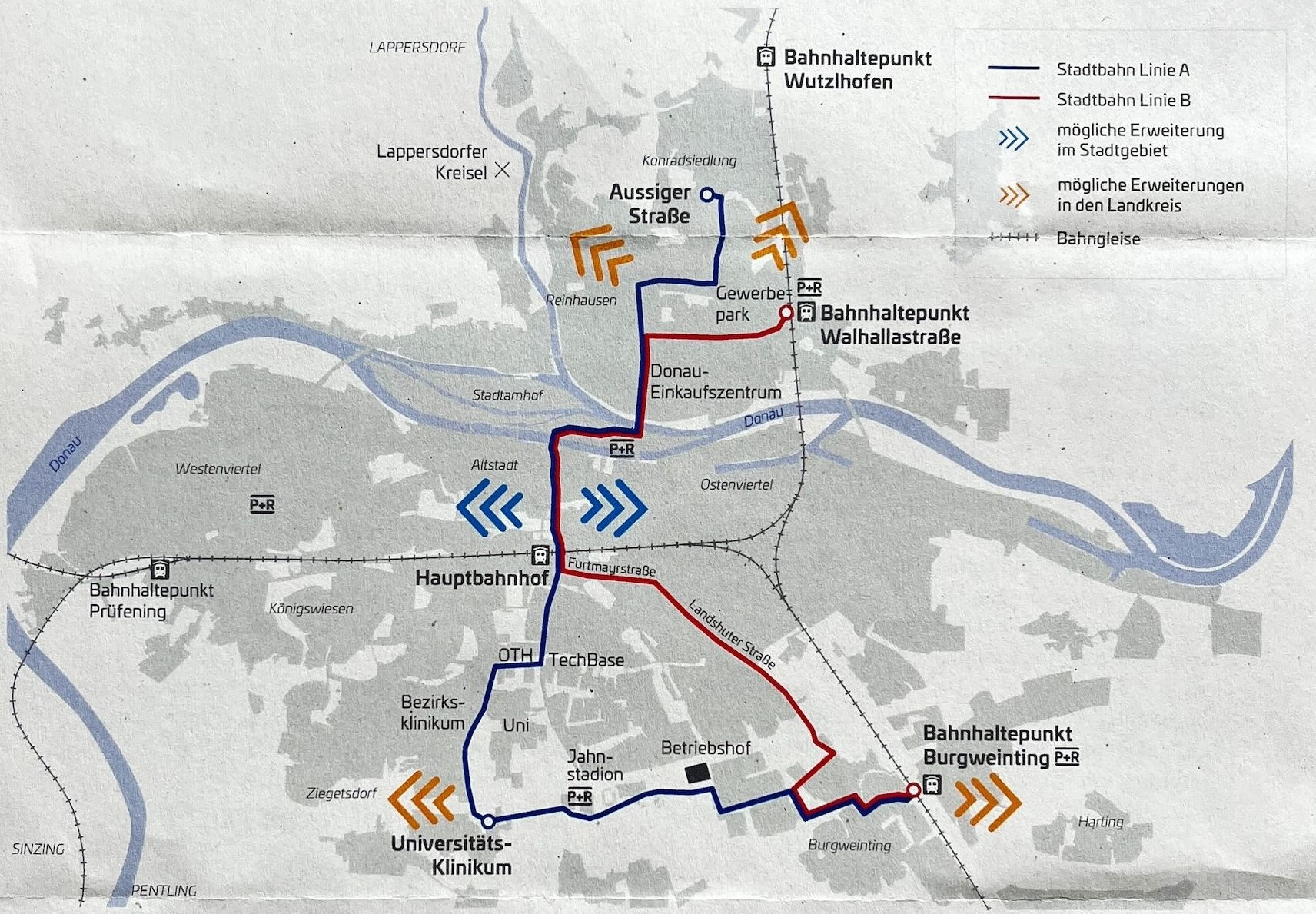
Geplante Linien laut Informationsblatt zur Amtlichen Abstimmungsbenachrichtigung für den Bürgerentscheid „Stadtbahn“.

Beabsichtigt als Startkonzept sind zwei Linien vom Norden in den Süden der Stadt. Der Liniennetzplan wurde überarbeitet und heißt jetzt „Kernnetz mit Südspange und Netzanpassung Stadtnorden“ (Stadtratssitzung vom 20. März 2024, TOP 10).
- Linie A von der Aussiger Straße über Weichs, Altstadt, Hauptbahnhof und Universität zum Klinikum
- Linie B vom Bahnhof Walhallastraße über den Gewerbepark über die Walhallastraße und ab der Nordgaustraße parallel zur Linie A zum Hauptbahnhof und weiter über Furtmayr- und Landshuter Straße zum Bahnhof Burgweinting

Linie A soll im 5/10-Minuten-Takt betrieben werden, Linie B im 10-Minuten-Takt, womit sich zwischen Nordgaustraße und Hbf eine Fahrzeugfolge von 3–4 Minuten ergibt. Dementsprechend sollen Buslinien, die heute meist als Durchmesser- oder Radiallinien über den Bahnhofplatz oder Albertstraße fahren, nicht mehr in die City fahren, sondern nur noch als Zubringer zu den Stadtbahnen fungieren. Entsprechende Umstiegsknoten im Norden und Süden sind vorgesehen.
Auch sollen Buslinien gegenüber heute zusätzliche Ring- und Tangentenverbindungen herstellen.
Für einen weiteren Netzausbau ist eine dritte Linie in den Gutachten angedacht:
- Linie C vom Donaupark in Prüfening zur Irler Höhe über Prüfeninger Straße, Bismarckplatz, Hauptbahnhof, Stobäusplatz, Greflingerstr. und das Ostenviertel Diese Linie steht so weder in der Machbarkeitsstudie noch im Masterplan von 2023.

Für die bereits vertieft geprüfte Linie C steht in der Machbarkeitsstudie: „Vor dem Hintergrund der technischen Rahmenbedingungen und der deutlich geringeren Nachfrage wird die Linie C in ihrer im Maximalnetz dargestellten Form als nicht Straßenbahn- bzw. BRT-tauglich und -würdig eingestuft.“
In einer der vielen Werbeveranstaltungen für die Stadtbahn hielt der vortragende Geschäftsführer des Verkehrsverbundes RVV Josef Weigl fest, oberste Priorität für den Landkreis habe die Regio-S-Bahn im Großraum mit den geplanten neuen Haltestellen in der Stadt Regensburg und 20-Minuten-Fahrtakt im Norden als Alternative zum Stau.